# Kehrsatz
Kehrsatz (toponimo tedesco) è un comune svizzero di 4 258 abitanti del Canton Berna, nella regione di Berna-Altipiano svizzero (circondario di Berna-Altipiano svizzero).

## Monumenti e luoghi d'interesse

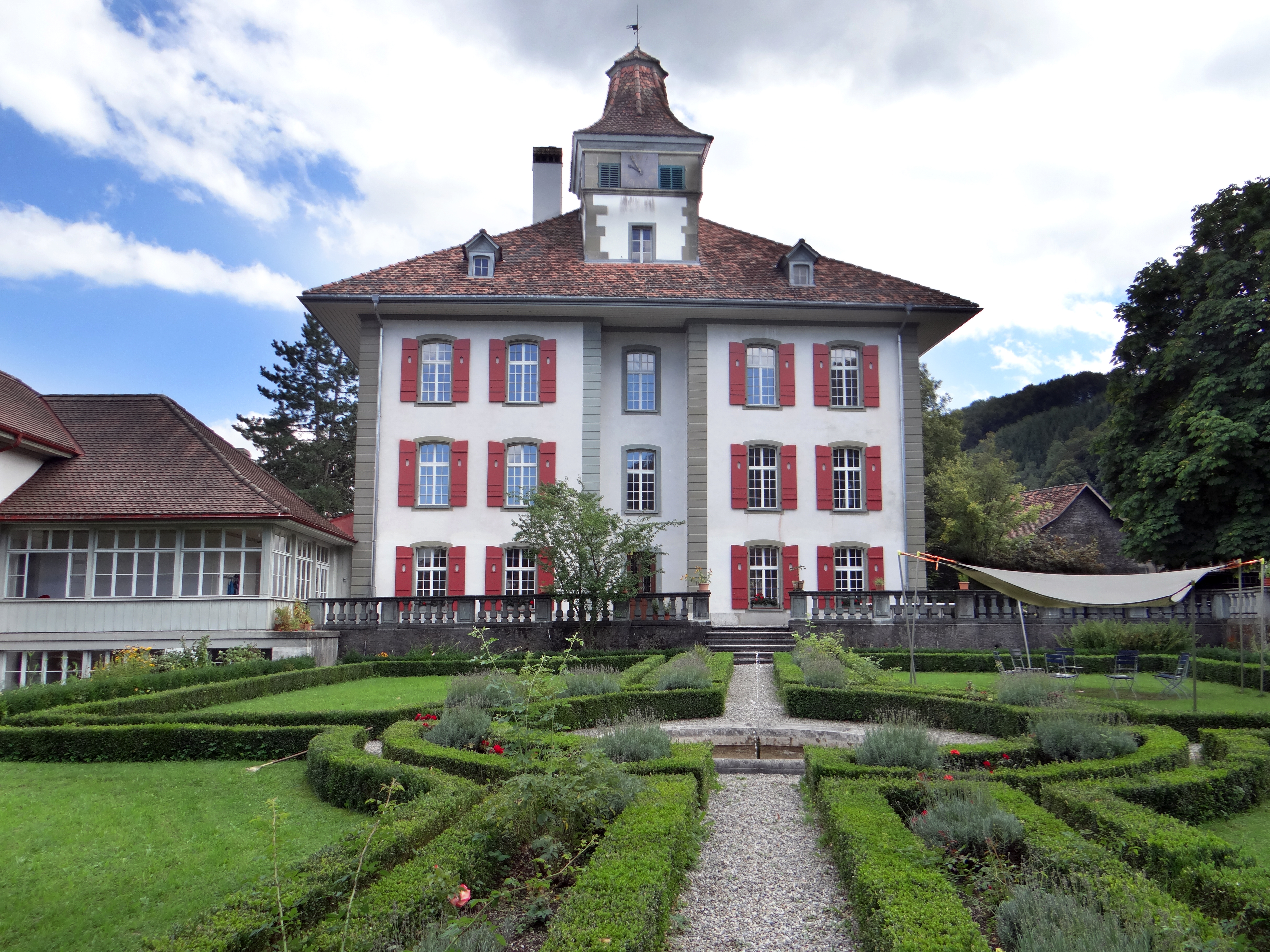
Il castello di Kehrsatz

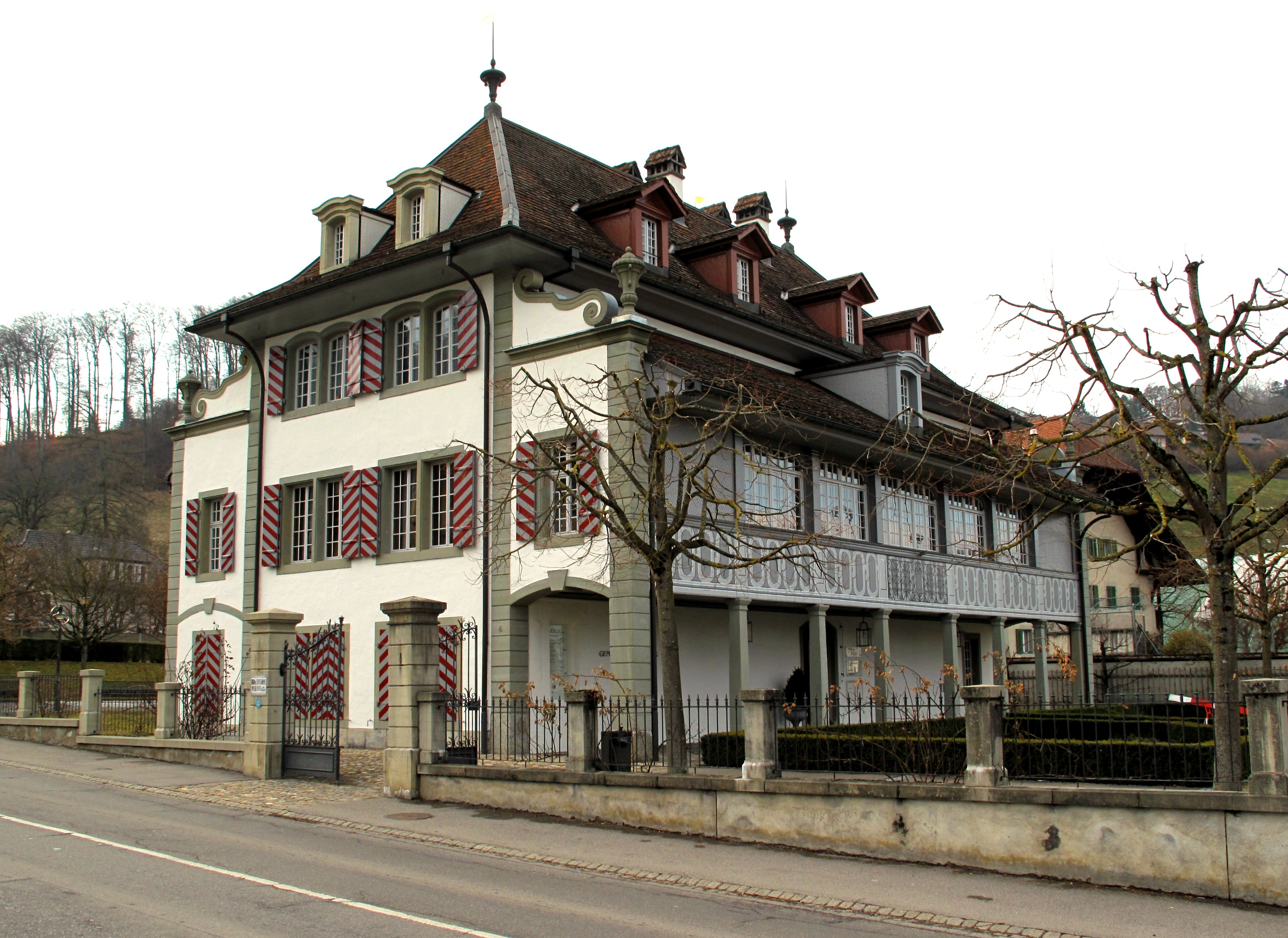
Campagne Blumenhof

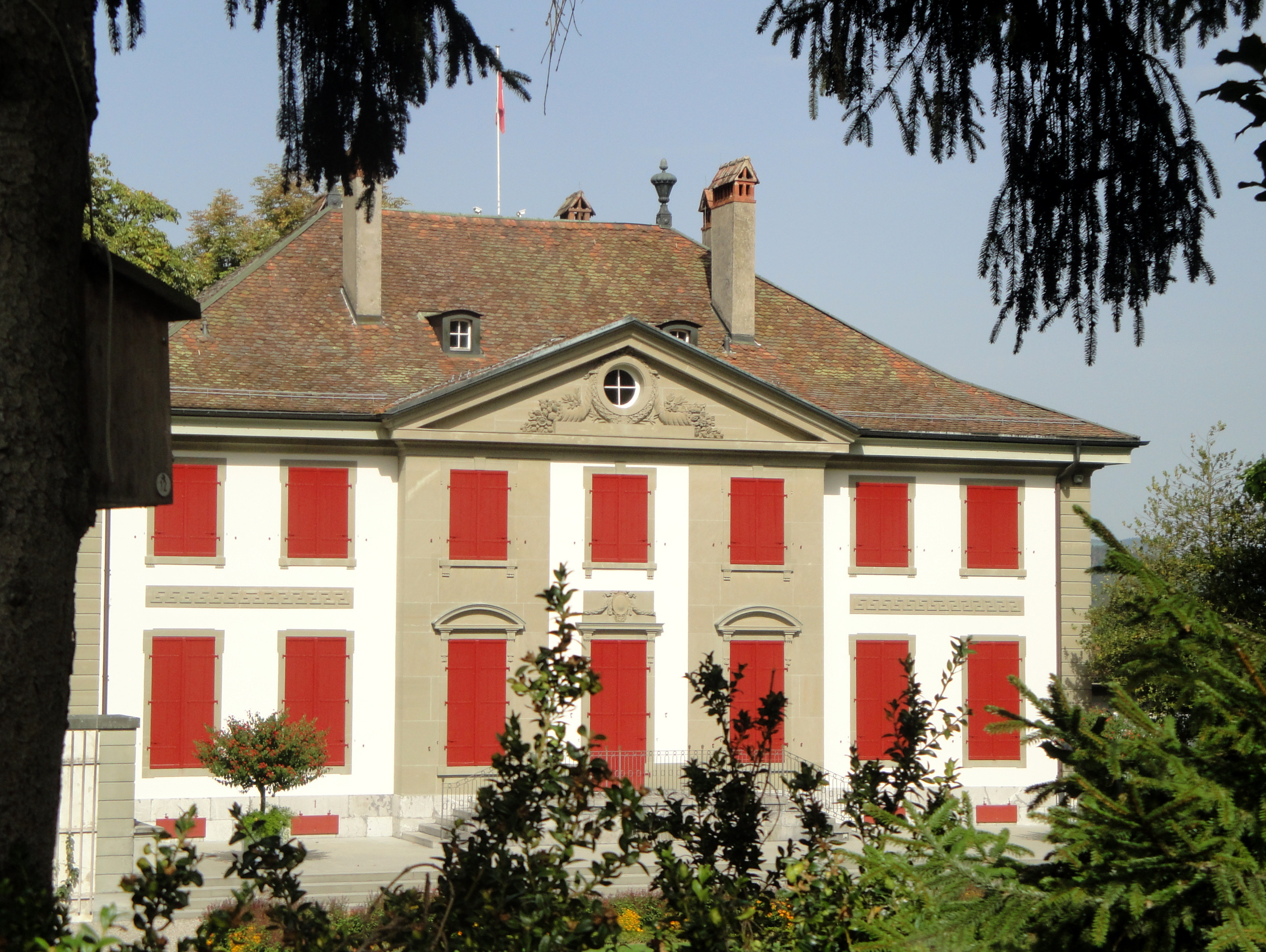
Landgut Lohn

- Chiesa paritaria di Sant'Andrea, eretta nel 1976[1];
- Castello di Kehrsatz, eretto nel XIV secolo e ricostruito nel XVI secolo[1];
- Campagne Blumenhof, residenza eretta nel XVIII secolo dal 1990 sede municipale[1];
- Landgut Lohn, tenuta eretta nel XVIII secolo[1].

## Società

### Evoluzione demografica
L'evoluzione demografica è riportata nella seguente tabella:
Abitanti censiti

## Infrastrutture e trasporti

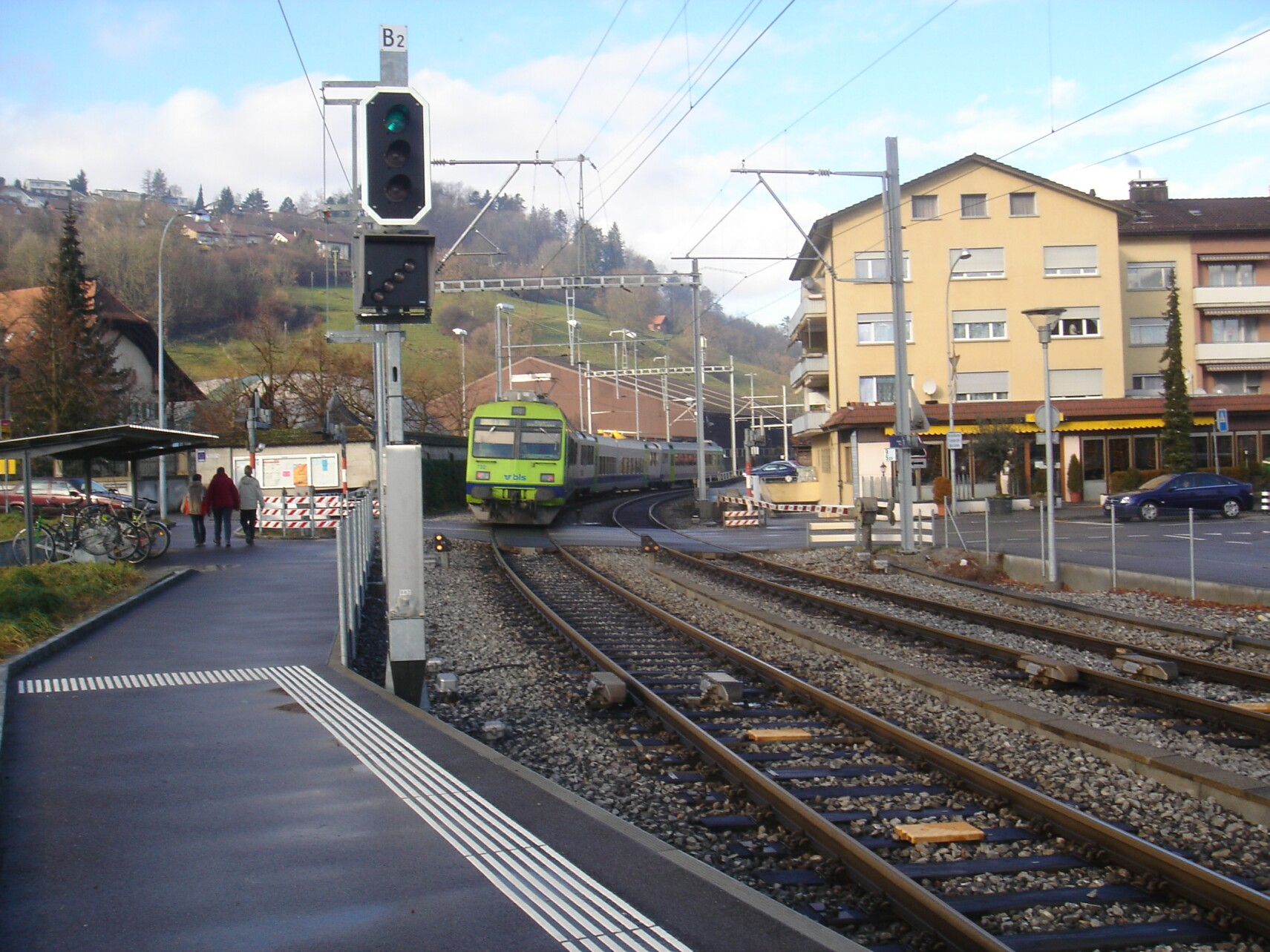
La stazione di Kehrsatz

Kehrsatz è servito dalle stazioni di Kehrsatz e di Kehrsatz Nord sulla ferrovia Gürbetalbahn.

## Amministrazione
Ogni famiglia originaria del luogo fa parte del cosiddetto comune patriziale e ha la responsabilità della manutenzione di ogni bene ricadente all'interno dei confini del comune.